# Fußballnationalmannschaft der UdSSR (U-21-Männer)
Die U-21-Fußballnationalmannschaft der UdSSR war eine Auswahlmannschaft sowjetischer Fußballspieler. Sie unterlag der Federacija Futbola SSSR und repräsentierte ihn auf der U-21-Ebene, in Freundschaftsspielen gegen die Auswahlmannschaften anderer nationaler Verbände, aber auch bei der Europameisterschaft des Kontinentalverbandes UEFA. Spielberechtigt waren Spieler, die ihr 21. Lebensjahr noch nicht vollendet hatten und die Staatsangehörigkeit der Sowjetunion besaßen. Bei Turnieren ist das Alter beim ersten Qualifikationsspiel maßgeblich.

## Geschichte
Der Sowjetunion gelang die Teilnahme an allen drei U-23-Europameisterschaften mit ihrer U-23-Nationalmannschaft. Im ersten Anlauf verlor man 1972 das Finale, 1974 schied man bereits im Halbfinale aus, doch 1976 gelang der erste Triumph. Nach der Neuausrichtung der Fußball-Jugendwettbewerbe der UEFA 1976 entschloss sich die Sowjetunion zur Gründung einer eigenen U-21-Nationalmannschaft. Bei der ersten U21-Europameisterschaft verpasste die Sowjetunion gleich die Teilnahme, obwohl man auf U23-Ebene stets zu den besten vier Mannschaften in Europa gehörte. Doch schon im zweiten Anlauf gelang der erste Titelgewinn. Diesen Erfolg konnte man 1990 wiederholen. Trotz der beiden Europameister-Titel war die Sowjetunion von großen Leistungsschwankungen betroffen – schied man 1982 noch im Halbfinale aus konnte man sich für alle weiteren Endrunden (1978, 1984, 1986, 1988 und 1992) nicht qualifizieren.
Nach der Auflösung der Sowjetunion entstanden folgende Nachfolgemannschaften:
- Armenische Fußballnationalmannschaft (U-21-Männer)
- Aserbaidschanische Fußballnationalmannschaft (U-21-Männer)
- Belarussische Fußballnationalmannschaft (U-21-Männer)
- Estnische Fußballnationalmannschaft (U-21-Männer)
- Georgische Fußballnationalmannschaft (U-21-Männer)
- Kasachische Fußballnationalmannschaft (U-21-Männer)
- Kirgisische Fußballnationalmannschaft (U-21-Männer)
- Lettische Fußballnationalmannschaft (U-21-Männer)
- Litauische Fußballnationalmannschaft (U-21-Männer)
- Moldauische Fußballnationalmannschaft (U-21-Männer)
- Russische Fußballnationalmannschaft (U-21-Männer)
- Tadschikische Fußballnationalmannschaft (U-21-Männer)
- Turkmenische Fußballnationalmannschaft (U-21-Männer)
- Ukrainische Fußballnationalmannschaft (U-21-Männer)
- Usbekische Fußballnationalmannschaft (U-21-Männer)

### Teilnahmen U-23-Europameisterschaften
| 1972 | Finale     |
| 1974 | Halbfinale |
| 1976 | Sieger     |

### Teilnahme bei U-21-Europameisterschaften
| 1978 | nicht qualifiziert |
| 1980 | Sieger             |
| 1982 | Halbfinale         |
| 1984 | nicht qualifiziert |
| 1986 | nicht qualifiziert |
| 1988 | nicht qualifiziert |
| 1990 | Sieger             |
| 1992 | nicht qualifiziert |

Bemerkung: Zwischen 1978 und 1992 wurde die Endrunde einer U-21-Europameisterschaft nicht in einem Land ausgetragen, sondern durch Hin- und Rückspiele in den jeweiligen teilnehmenden Nationen absolviert.